# ジョエル・バツ
ジョエル・バツ（Joël Bats, 1957年1月4日 - ）は、フランス、モン＝ド＝マルサン出身のサッカー選手。ポジションはゴールキーパー。

## 経歴
フランス代表のGKでは初めて50キャップを記録し、現在でもファビアン・バルテズに次ぐ歴代2位の出場数を誇る80'年代のフランスを代表するGK。
FCソショーでプロデビューし、AJオセールで才能をフルに開花させる。1983年9月7日のデンマーク戦にフランス代表で初キャップを記録すると、翌年の欧州選手権での優勝に貢献。1985年にはパリ・サンジェルマン（以下パリSG）へと移籍し、長く正GKの座を守った。
引退後はパリSGで指導者の道を歩み始め、1996年に同チームでリカルド・ゴメスと共に初めて監督に就任。その後LBシャトールーの監督へと就任するが、1999年に成績不振で解任される。この年12月にはフィリップ・トルシエ率いる日本代表の臨時コーチとして来日も果たした。現在はオリンピック・リヨンのGKコーチを務めている。
GKのユニフォームを半袖にしたのは、彼が最初だと言われている。1986年メキシコW杯の準々決勝ブラジル戦でメキシコの猛暑に耐えかね、自分のユニフォームの袖を自分で切ったことが始まりとされている。

## 選手経歴
- FCソショー 1976-1980
- AJオセール 1980-1985
- パリ・サンジェルマン 1985-1992

## 指導者経歴
- パリ・サンジェルマン GKコーチ 1992-1994
- パリ・サンジェルマン アシスタントコーチ 1994-1996
- パリ・サンジェルマン 監督 1996-1998
- LBシャトールー 監督 1998-1999
- オリンピック・リヨン GKコーチ 2000-